# La Unión Paso Largo
La Unión Paso Largo är en ort i Mexiko.   Den ligger i kommunen Martínez de la Torre och delstaten Veracruz, i den sydöstra delen av landet, 240 km öster om huvudstaden Mexico City. La Unión Paso Largo ligger 73 meter över havet och antalet invånare är 1 038.
Terrängen runt La Unión Paso Largo är platt. Runt La Unión Paso Largo är det ganska tätbefolkat, med 222 invånare per kvadratkilometer. Närmaste större samhälle är Martínez de la Torre, 10,2 km sydväst om La Unión Paso Largo. Omgivningarna runt La Unión Paso Largo är en mosaik av jordbruksmark och naturlig växtlighet.